# Amblihonda, Sirsi
Amblihonda là một làng thuộc tehsil Sirsi, huyện Uttara Kannada, bang Karnataka, Ấn Độ.